# Sophie Cottin

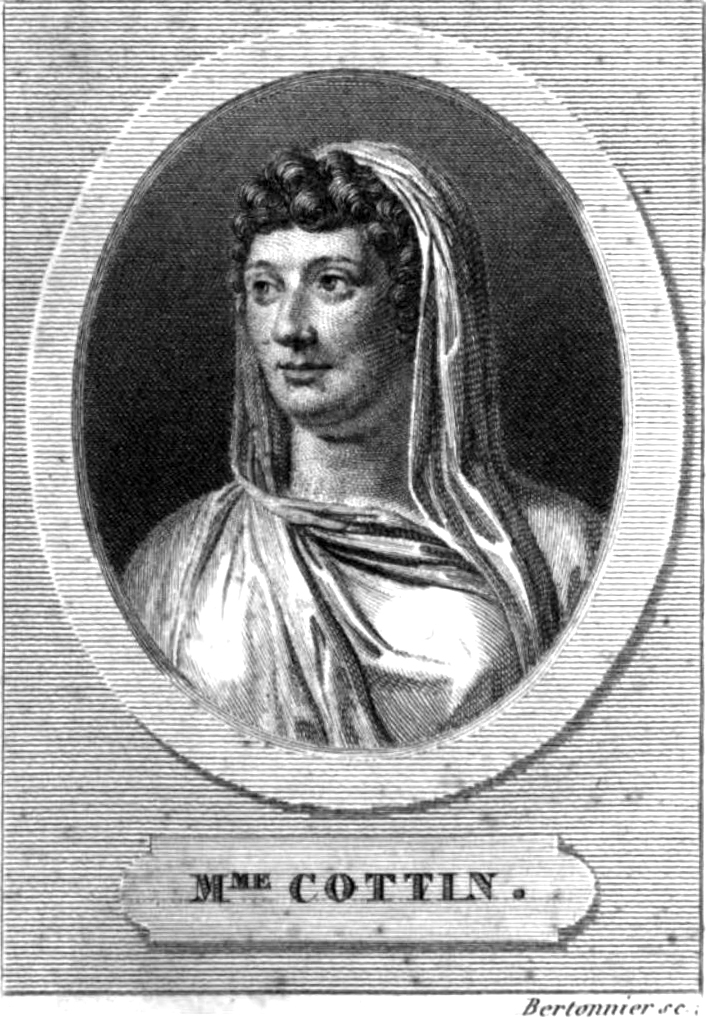
Sophie Cottin, französische Schriftstellerin (1770–1807). Porträt von Pierre François Bertonnier.

Sophie Cottin (geboren als Sophie Ristaud, manchmal auch Dinkel Risteau; * März 1770 in Tonneins, Lot-et-Garonne; † 25. August 1807 in Paris) war eine französische Schriftstellerin, deren Romane im 19. Jahrhundert sehr beliebt waren und die in mehrere Sprachen übersetzt wurden.

## Leben
Mit noch nicht zwanzig Jahren heiratete sie ihren ersten Mann, den Bankier Jean-Paul-Marie Cottin. Sie schrieb mehrere romantische und historische Romane. Nach dem Tod ihres Mannes widmete sie sich ganz dem Schreiben und lebte mit einer Cousine und ihren drei Kindern in Champlan Seine-et-Oise.

## Werke
- Claire d’Albe
- Mathilde ou Mémoires tirés de l’histoire des croisades
- Malvina
- Amélie Mansfield
- Élisabeth ou les Exilés de Sibérie
  - deutsche Übersetzung: Elisabeth oder Die Verbannten nach Siberien / Nach Sophie Cottin ; bearbeitet vom Verfasser der Heliodora, das ist Wilhelm Adolf Lindau – Leipzig : Hinrichs, 1808.

Auf dem Werk Élisabeth ou les Exilés de Sibérie beziehungsweise dessen Bühnenfassung La fille de l’exilé ou Huit mois en deux heures von René Charles Guilbert de Pixérécourt beruht Gaetano Donizettis Oper Otto mesi in due ore, die 1827 in Neapel uraufgeführt wurde.